# Claudia Rodríguez de Guevara
Claudia Juana Rodríguez de Guevara (nascida em 1980 ou 1981) é uma contadora salvadorenha que se tornou presidente interina de El Salvador em 1º de dezembro de 2023. Ela assumiu poderes e funções presidenciais, depois que o presidente Nayib Bukele obteve licença do Legislativo. A Assembleia se concentrará em sua campanha de reeleição de 2024, que os advogados constitucionais argumentam que viola a constituição do país. Rodríguez é a primeira mulher chefe de estado salvadorenha, embora em exercício interino.
Rodríguez atuou como gerente financeiro de Bukele antes e durante sua presidência de 2019 a 2023. Em 2021, Rodríguez foi nomeada Diretora de Obras Municipais e, em 2022, foi nomeada secretária particular de Bukele. Em 30 de novembro de 2023, após conceder licença a Bukele e ao vice-presidente Félix Ulloa para concorrer à reeleição nas eleições de 2024, Rodríguez foi escolhida pela Assembleia Legislativa para servir como presidente interina, cargo que assumiu no dia seguinte. Sua nomeação como presidente interina foi criticada por advogados como inconstitucional.

## Designação à presidência
Em 30 de novembro de 2023, a Assembleia Legislativa selecionou Rodríguez como a presidente designada do país depois de conceder uma licença a Bukele para se concentrar na sua campanha de reeleição de 2024, que muitos políticos e advogados constitucionais argumentaram ser ilegal e inconstitucional. Ela foi confirmada com 67 votos a favor e 11 contra, com 6 ausentes em 84 votos. Ela assumiu oficialmente o cargo em 1º de dezembro como a primeira mulher presidente do país, embora em exercício interino, e servirá até a posse de Nayib Bukele em 1° de junho de 2024 O presidente da Assembleia Legislativa Castro e Guillermo Gallegos, deputado da Grande Aliança pela Unidade Nacional, contradisseram-se sobre se Rodríguez foi empossada ou não. Castro afirmou que ela foi empossada, embora não publicamente, afirmando que "não precisava ser público" (no tenía que ser público"). Enquanto isso, Gallegos afirmou que ela não foi empossada porque "ela é simplesmente a presidente designada , [...] foi determinado que a tomada de posse não era necessária" ("ella es simplemente la designada del presidente, [...] se determinou que no era necesario el juramentarla").
A nomeação de Rodríguez como presidente designado foi criticada por vários advogados, políticos da oposição e analistas. Héctor Silva, candidato de Nuestro Tiempo a prefeito de San Salvador, escreveu no X: "O estado atual da democracia em El Salvador: o cargo de presidente da República será ocupado por uma pessoa em quem ninguém votou" ("Estado atual da democracia em El Salvador: o escritório do presidente da República ocupará uma pessoa que nunca votou"). O deputado da Aliança Republicana Nacionalista (ARENA) na Assembleia Legislativa, César Reyes, descreveu Rodríguez como parte do "círculo íntimo do presidente Bukele" ("círculo mas íntimo del presidente Bukele") e "um perfil muito desconhecido para todos" ("un perfil que no era muy conocido para todos") que "eles instalaram para guardar o trono [presidência]" ("pusieron para que cuidara el trono"). O analista político Carlos Araujo afirmou que “Só um ingênuo acreditaria que [Rodríguez] vai governar, ele [Bukele] não vai abrir mão do poder, vai se envolver na revisão do que seus ministros fazem. apenas uma mera aparência". A economista Julia Martínez afirmou que “Bukele não vai deixar ninguém estragar o que ele fez, e por isso propôs [Rodríguez], ela faz parte do seu círculo de controle”. O advogado Enrique Anaya postou no X que "se a senhora designada [Rodríguez] realmente exerce o poder no cargo, ela é uma USURPADORA, e não uma presidente interina" ("si la sra designada ejerce el cargo de hecho, será una USURPADORA, y no uma presidente em funções"). Ricardo Vaquerano, jornalista investigativo salvadorenho, afirmou que o presidente em exercício deve ser deputado da Assembleia Legislativa e, como Rodríguez não é deputado, argumentou que, por isso, “não há presidente em El Salvador neste momento” . De acordo com algumas entrevistas de rua realizadas em San Salvador pela Voz da América, alguns salvadorenhos duvidam que Rodríguez governaria realmente o país e que, em vez disso, Bukele governaria através de Rodríguez.